# Liść laurowy

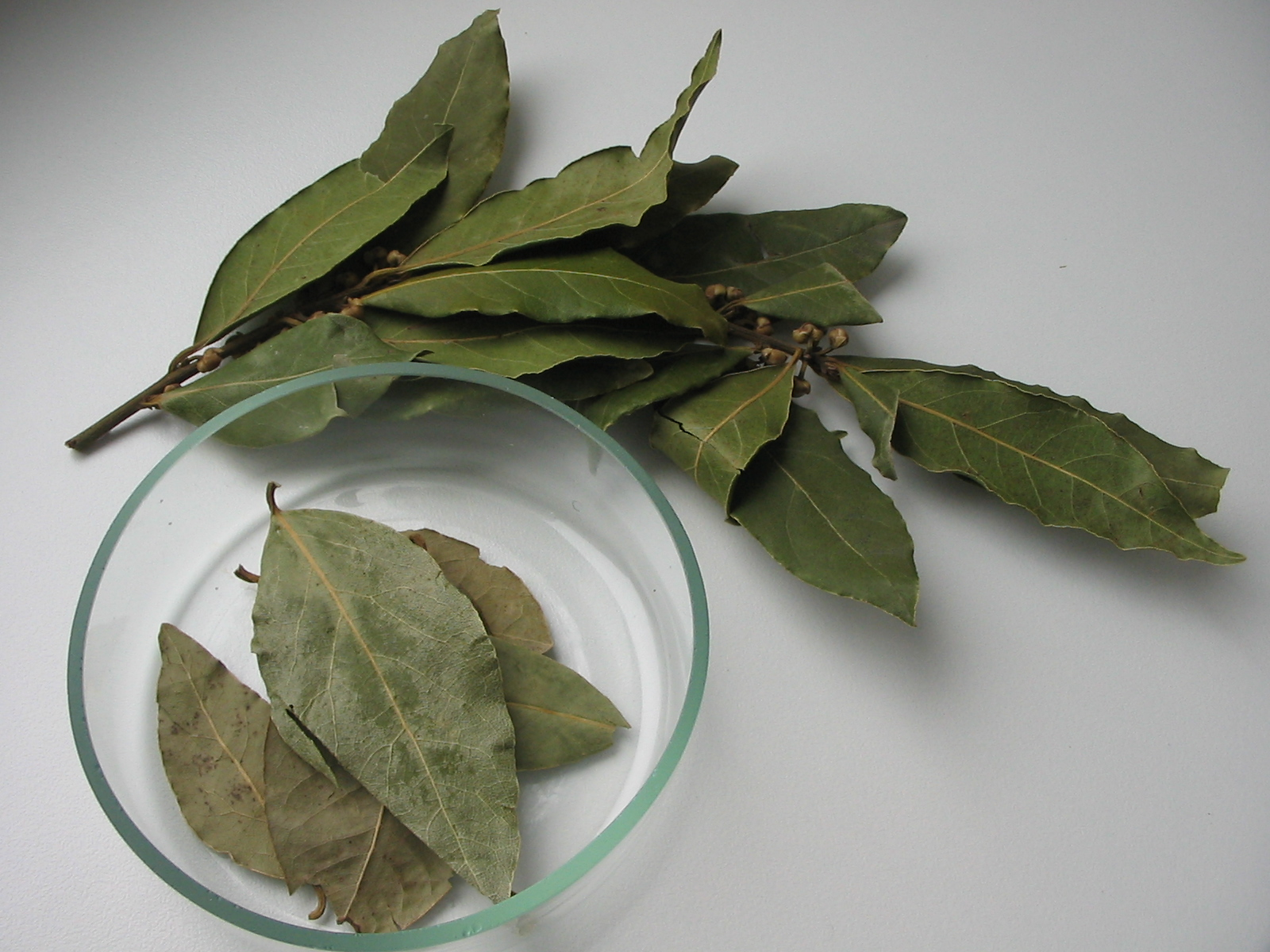
Liście laurowe

Liść laurowy, rzadziej liść bobkowy – suszony liść wawrzynu szlachetnego (Laurus nobilis). Gatunek ten występuje w regionie śródziemnomorskim, poza tym bywa uprawiany, w strefie umiarkowanej, w tym w Polsce, jako roślina pokojowa. Stosuje się go jako przyprawę oraz naturalny lek.
Liście laurowe są stosowane w sztuce kulinarnej jako przyprawa. Dobrze wysuszone mają jasnozielony kolor i bardzo aromatyczny zapach. Używane są do przyprawiania bigosu, galaret mięsnych, kapuśniaku z kwaśnej kapusty, rosołu, ale nadają się także do zup jarzynowych i mięsnych, pasztetów, potraw duszonych, sosów i pieczeni. W kuchni polskiej są ważnym składnikiem marynat do mięs oraz zalew do marynowania warzyw. Poza wpływaniem na smak przyprawa ta, ze względu na działanie przeciwmikrobowe, wydłuża trwałość potraw.
Liście laurowe są używane również w ziołolecznictwie przy kaszlu, zaburzeniach ukrwienia, schorzeniach skóry, domowym leczeniu ran, przy chorobach reumatycznych